# Квятковська Мар'яна Василівна
Мар'яна Василівна Квятковська (нар. 22 жовтня 1987, Калуш, Івано-Франківська область) — українська борчиня вільного стилю, чемпіонка Європи. Майстер спорту України міжнародного класу з вільної боротьби. Сестра українського борця-вільника, майстра спорту міжнародного класу, учасника Олімпійських ігор 2012 в Лондоні Андрія Квятковського.

## Біографія
До секції боротьби пішла у 13 років слідом за своїм молодшим братом Андрієм. Вихованка Калуської СДЮШОР. Боротьбою почала займатися з 1999 року і менше ніж через півроку перемогла на турнірі «Світ дитини» у Львові, потім майже відразу стала третьою на чемпіонаті України серед кадетів. Бронзова призерка чемпіонату Європи 2004 року серед кадетів. Чемпіонка Європи 2007 року серед юніорів (Белград). Першими тренерами були Ігор Барна та Юрій Кірілов. Згодом, під час навчання у львівському спорт-інтернаті тренувалася в Олега Сазонова. З 2008 займалася у львівському спортивному клубі «Лідер» у тренера Ігоря Духа. З 2008 представляє Фізкультурно-спортивне товариство «Динамо» України.
Спортсменці дошкуляли травми, перенесла дві операції на коліні, був розрив передньої хрестовидної зв'язки та меніска.
2010 закінчила Прикарпатський національний університет імені Василя Стефаника, 2012 — Міжрегіональну академію управління персоналом. Від 2006 працює тренером-викладачем Калуської ДЮСШ.

## Спортивні результати на міжнародних змаганнях

### Виступи на Чемпіонатах світу
| Змагання                        | Збірна  | Вагова категорія          | Місце |
| ------------------------------- | ------- | ------------------------- | ----- |
| Чемпіонат світу з боротьби 2010 | Україна | жіноча боротьба, до 63 кг | 27    |

### Виступи на Чемпіонатах Європи
| Змагання                         | Збірна  | Вагова категорія          | Місце  |
| -------------------------------- | ------- | ------------------------- | ------ |
| Чемпіонат Європи з боротьби 2008 | Україна | жіноча боротьба, до 67 кг | Золото |

### Виступи на Кубках світу
| Змагання                    | Збірна  | Вагова категорія          | Місце |
| --------------------------- | ------- | ------------------------- | ----- |
| Кубок світу з боротьби 2010 | Україна | жіноча боротьба, до 63 кг | 7     |

### Виступи на інших змаганнях
| Змагання                                           | Збірна  | Вагова категорія          | Місце  |
| -------------------------------------------------- | ------- | ------------------------- | ------ |
| Золотий Гран-прі з боротьби 2006                   | Україна | жіноча боротьба, до 67 кг | 5      |
| Золотий Гран-прі з боротьби 2011 (Баку)            | Україна | жіноча боротьба, до 63 кг | 8      |
| Київський Міжнародний турнір з боротьби 2012       | Україна | жіноча боротьба, до 63 кг | 5      |
| Відкритий чемпіонат Польщі з вільної боротьби 2012 | Україна | жіноча боротьба, до 67 кг | Бронза |
| Золотий Гран-прі з боротьби 2012 (Баку)            | Україна | жіноча боротьба, до 63 кг | 5      |
| Турнір Олександра Медведя 2015                     | Україна | вільна боротьба, до 65 кг | 12     |

### Виступи на змаганнях молодших вікових груп
| Змагання                                       | Збірна  | Вагова категорія          | Місце  |
| ---------------------------------------------- | ------- | ------------------------- | ------ |
| Чемпіонат Європи з боротьби серед кадетів 2003 | Україна | жіноча боротьба, до 65 кг | 6      |
| Чемпіонат Європи з боротьби серед кадетів 2004 | Україна | жіноча боротьба, до 65 кг | Бронза |
| Чемпіонат світу з боротьби серед юніорів 2005  | Україна | жіноча боротьба, до 67 кг | 11     |
| Чемпіонат світу з боротьби серед юніорів 2006  | Україна | жіноча боротьба, до 67 кг | 5      |
| Чемпіонат Європи з боротьби серед юніорів 2007 | Україна | жіноча боротьба, до 67 кг | Золото |
| Чемпіонат світу з боротьби серед юніорів 2007  | Україна | жіноча боротьба, до 67 кг | 5      |